# Raipur (stad)
Raipur is de hoofdstad van de Indiase deelstaat Chhattisgarh, gelegen in het centrum van het land. De stad is tevens het bestuurscentrum van het gelijknamige district Raipur en heeft 605.131 inwoners (2001).
De deelstaat Chhattisgarh is pas in 2000 ontstaan, daarvoor maakte het deel uit van Madhya Pradesh.

## Economie
Raipur fungeert als overslagplaats en handelscentrum voor agrarische producten en houtproducten. Ook is er kleinschalige industrie zoals productie van zeep en elektronica. De grootschalige industrie in en bij de stad is in opkomst met kolen-, staal- en aluminiumindustrie en engergiecentrales. Vooral de staalindustrie is rijkelijk aanwezig.

## Bezienswaardigheden
- Standbeeld van Swami Vivekananda
- Mahant Ghasidas Memorial Museum